# Ewa Witkowska
Ewa Witkowska (ur. 1976) – polska modelka.
Ewa jest jedną z nielicznych i pierwszych polskich modelek, które w latach 90. przebiły się na rynek międzynarodowy, obok m.in.: Agnieszki Pachałko, Agnieszki Kotlarskiej, Agnieszki Martyny, Magdaleny Wróbel, Agnieszki Maciąg, Malwiny Zielińskiej, czy Barbary Milewicz.
W 1993 roku Ewa wzięła udział w konkursie modelek i modeli Twarz Roku, który wygrała jako 17-latka. Zaczęła pracować w Polsce jako modelka. Po ukończeniu szkoły średniej w 1995 roku zdecydowała się wyjechać do Nowego Jorku. Tam została odkryta na nowo. Podpisała kontrakt z nowojorskim oddziałem agencji Next. Od tego czasu zaczęły się profesjonalne sesje zdjęciowe i pokazy mody u znanych projektantów. Po sukcesach odniesionych w Stanach Zjednoczonych, podpisała kontrakty w: Paryżu, Londynie i Mediolanie. W 1998 roku, jako jedna z pierwszych polskich modelek, znalazła się na okładce francuskiej edycji miesięcznika Vogue. Pojawiła się również na okładce niemieckiego wydania Marie Claire oraz włoskiego Elle. Pracowała dla najbardziej znanych projektantów mody i firm odzieżowych na świecie, jak: Alexander McQueen, Vivienne Westwood, Antonio Berardi, Alessandro Dell'Acqua, Anna Molinari, Atsuro Tayama, Ghost, Gieffeffe, Hussein Chalayan, Jean Colonna, John Rocha, Koji Tatsuno, Mark Eisen, Marc Jacobs, Michael Kors, Marcel Marongiu, Nicole Farhi, Ocimar Versolato, Rifat Ozbek, Stephen DiGeronimo, Sportmax, Ter et Bantine, Vivienne Tam oraz Versus.
Obecnie Ewa Witkowska mieszka w Nowym Jorku z mężem i dzieckiem.